# Skiffle
Skiffle is een muzieksoort die in de jaren twintig en dertig in de New Orleans, Verenigde Staten ontstond en afgeleid was van Amerikaanse dixieland, folk, blues en jazz. De traditionele skifflebands bedienen zich van huishoudelijke artikelen om op te spelen: het wasbord, een dienblad bespannen met snaren, kazoos, kammen, theekisten en papiertjes. Daarnaast zijn de akoestische gitaar en de banjo gebruikelijke begeleidingsinstrumenten, soms ook (als klezmer-invloed) een klarinet. Het is verwant aan jug-muziek.
In de jaren vijftig werd skiffle in Groot-Brittannië enorm populair toen de Schotse zanger Lonnie Donegan een wereldhit scoorde met Rock Island line. Ook volgende hits als Does your chewing gum lose its flavour on the bedpost overnight? en My old man's a dustman werden in de Benelux hits. Soms noemt men skiffle ook wel de Britse country.
The Beatles begonnen in 1957 als skifflegroep The Quarrymen. In de mockumentary This is Spinal Tap uit 1984 begon Spinal Tap ook als skifflegroep.
In Nederland werd de Eindhovense Lighttown Skiffle Group een vertolker. In Dordrecht was de Mudfield Skiffle Group actief. Maar ook andere bands begonnen in de jaren zestig in deze stijl, zoals Cats-leden in hun tijd bij The Skyriders.
In België was Ferre Grignard, onder meer door zijn optredens in de jaren 60 en 70 in o.a. het Antwerpse jazzcafé 'De Muze' en het Parijse 'Olympia', een populaire skiffle-zanger. Een Vlaamse band in dit genre was de folkloristische 'Pol Van Mossevelde Skiffle Group'.
In Noord-Nederland speelt de groep The Old Times Skifflers nog steeds skiffle muziek. Hun theater programma "Skiffle and more" neemt de toeschouwer mee naar het skiffeltijdperk en laat zien welke muziek is beïnvloed door de skiffle.